# Catapyrops ancyra
Catapyrops ancyra là một loài bướm thuộc họ Lycaenidae được tìm thấy ở Đông Nam Á.

## Phân bố
Các vùng đồi của Assam, Burma và Tenasserim; Nicobars.